# Lumbini

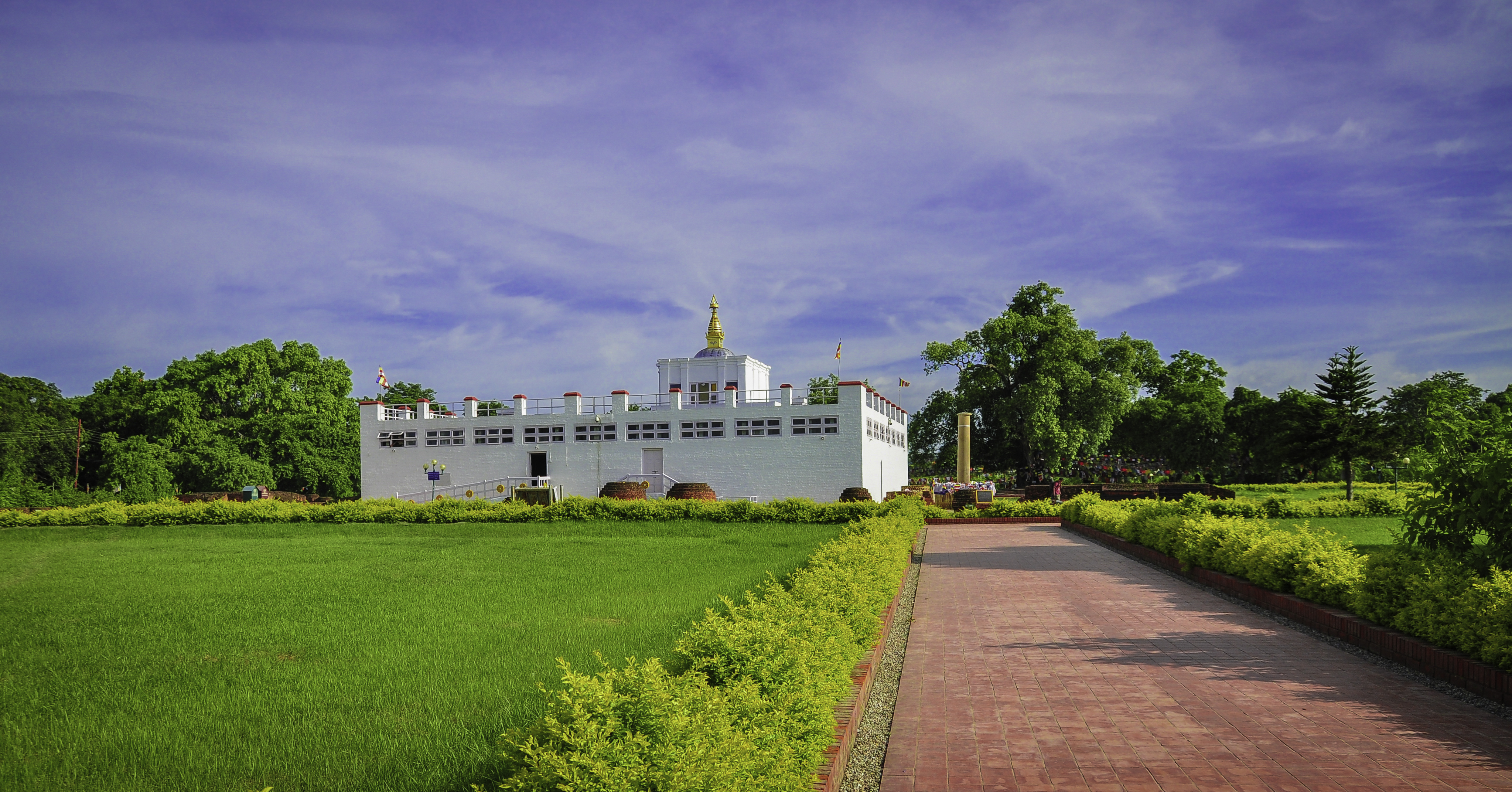
Mayadevi Tempel: Ort der Geburt Buddhas in Lumbini

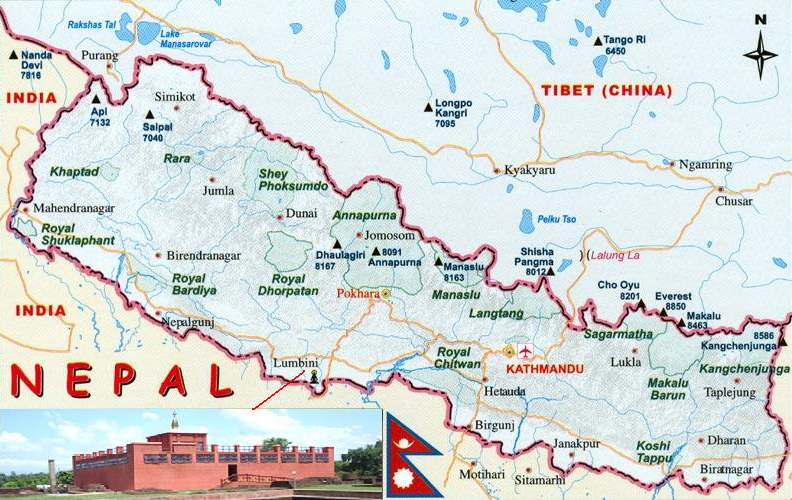
Lage von Lumbini in Nepal

Lumbini (Nepali लुम्बिनी Lumbinī, heute Rummindai) ist nach der zunächst mündlichen Überlieferung der Geburtsort Siddhartha Gautamas, des Begründers des Buddhismus. Der Ort liegt nur wenige Kilometer nördlich der Grenze zu Indien im Stadtgebiet von Lumbini Sanskritik im heutigen Nepal (Distrikt Rupandehi). Das Pilgerzentrum mit seinem Friedenspark wurde im Jahr 1997 von der UNESCO als Weltkulturerbe eingestuft.

## Legende und Geschichte
Im Umkreis des Mayadevi-Tempels wurden zu Beginn des 21. Jahrhunderts Ausgrabungen vorgenommen, deren Ergebnisse auf eine weit ins 1. Jahrtausend v. Chr. zurückreichende religiös-sakrale Tradition des Platzes schließen lassen. Unter dem heutigen Tempel fanden sich die Überreste eines Holzbauwerks (Tempel?) aus dem 6. Jahrhundert v. Chr., welches von Archäologen als ältestes bekanntes Heiligtum Buddhas angesehen wird.
Maya, die Mutter Buddhas, soll ihren Sohn auf einer Reise zu ihren Eltern – im Stehen und sich mit den Händen in den Zweigen eines Baumes festhaltend – geboren haben; wenige Tage darauf starb sie. Seine Kindheit und Jugend verbrachte Siddharta Gautama, wie der Knabe genannt wurde, jedoch im Palast seines Vaters Shuddhodana in Kapilavastu.
Um das Jahr 245 v. Chr., also etwa 250 Jahre nach dem zeitlich umstrittenen Todesjahr Buddhas, ließ König Ashoka eine ca. 6,50 m hohe und mit einer Inschrift versehene Steinsäule errichten (siehe: Edikte des Ashoka). Die in Brahmi verfasste Inschrift lautet:
„Zwanzig Jahre nach seiner Krönung kam König Devanampiya Piyadasi (Ashoka) hierher und bezeigte seine Verehrung, weil der Buddha, der Weise aus dem Shakya-Geschlecht ('shakyamuni'), hier geboren worden ist. Er ließ einen Steinzaun anfertigen und eine Steinsäule errichten, um anzuzeigen, dass hier der Erhabene ('bhagawan') geboren wurde. Das Dorf Lumbini befreite er von Steuern und (setzte) seine Naturalabgaben (vom üblichen Viertel) auf ein Achtel.“
Die Bezeichnung Buddhas als Shakyamuni hat Verdacht erregt, da die früheste Verwendung dieses Ehrennamens erst aus dem 1. Jahrhundert n. Chr. bekannt ist.
Lumbini wurde von den beiden chinesischen Mönchen Faxian (um 400 n. Chr.) und Xuanzang (um 650) auf ihren Reisen durch Nordindien besucht. Xuanzang erwähnt ein Pferdekapitell auf der Ashoka-Säule, welches möglicherweise durch einen Blitzschlag zerstört wurde; die Inschrift wird jedoch von beiden nicht erwähnt, was daran liegen mag, dass sie vielleicht schon damals unter dem Bodenniveau verborgen war.
Der Ort wurde im Jahr 1896 u. a. vom deutschen Indologen Alois Anton Führer archäologisch wiederentdeckt. Da jedoch große Teile seiner Schriften als Plagiat oder gar als Fälschung entlarvt wurden, sind seine Angaben mit Vorsicht zu betrachten.

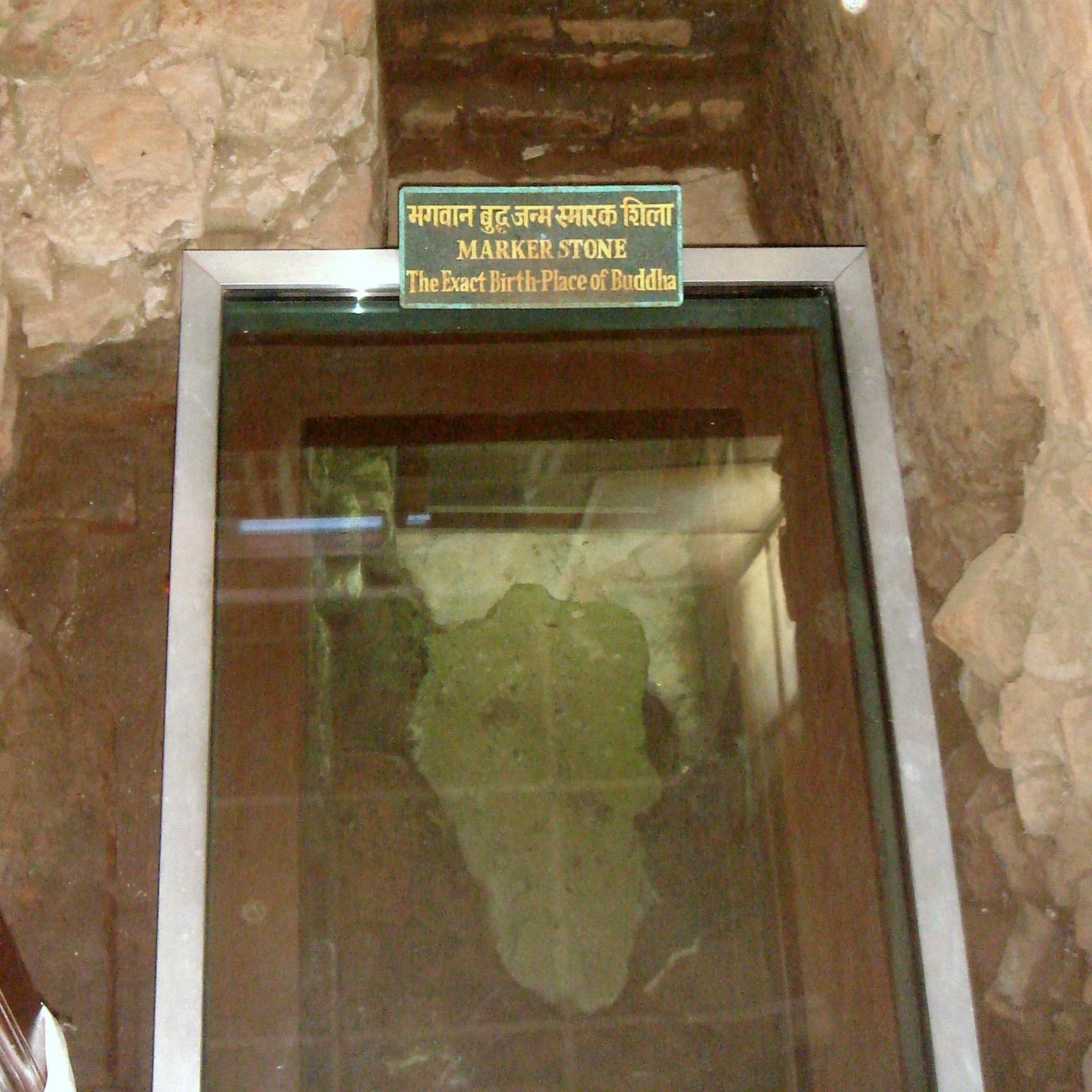
Kennzeichnung des genauen Geburtsorts
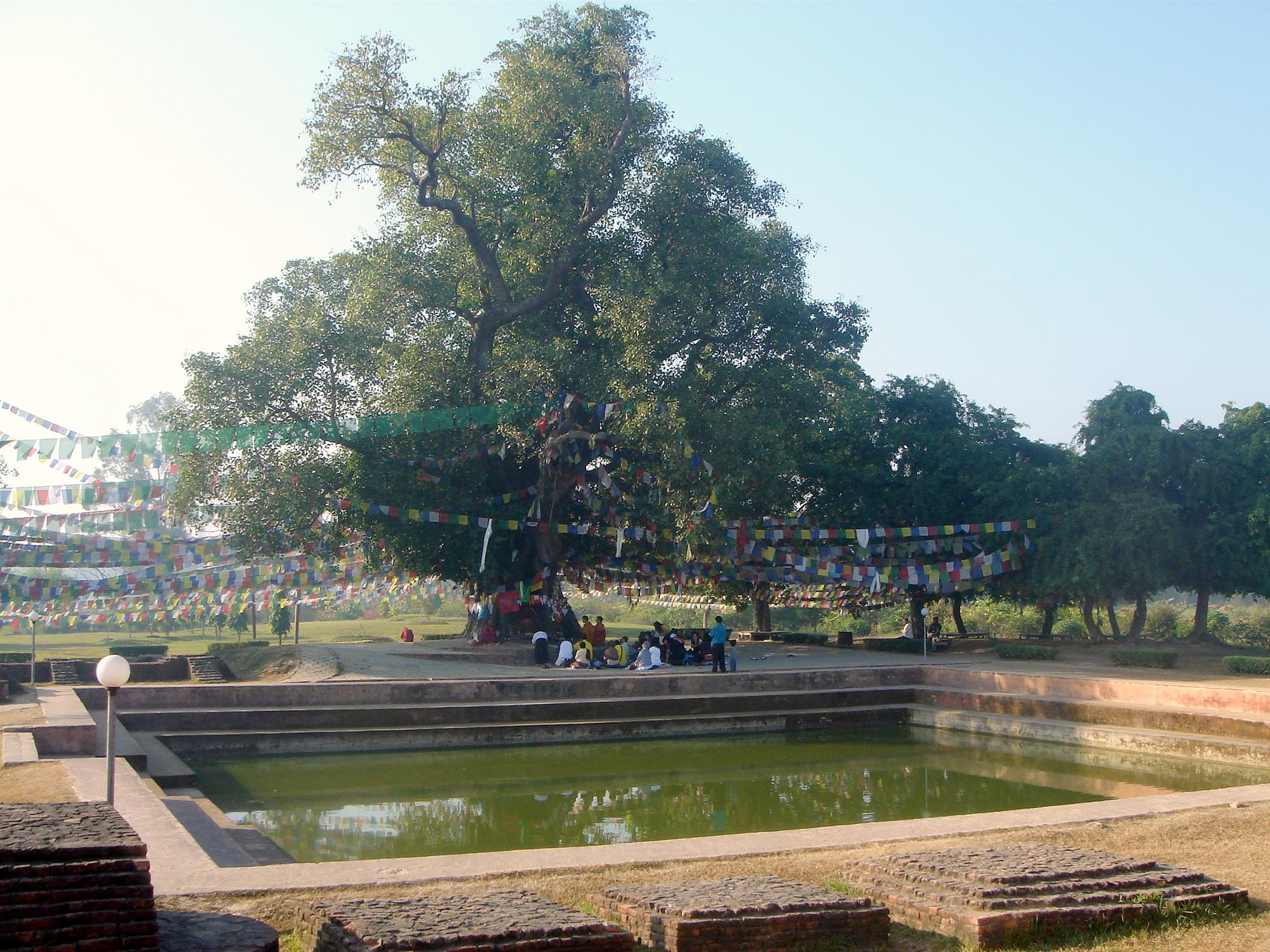
Bodhi-Baum und Teich in Lumbini
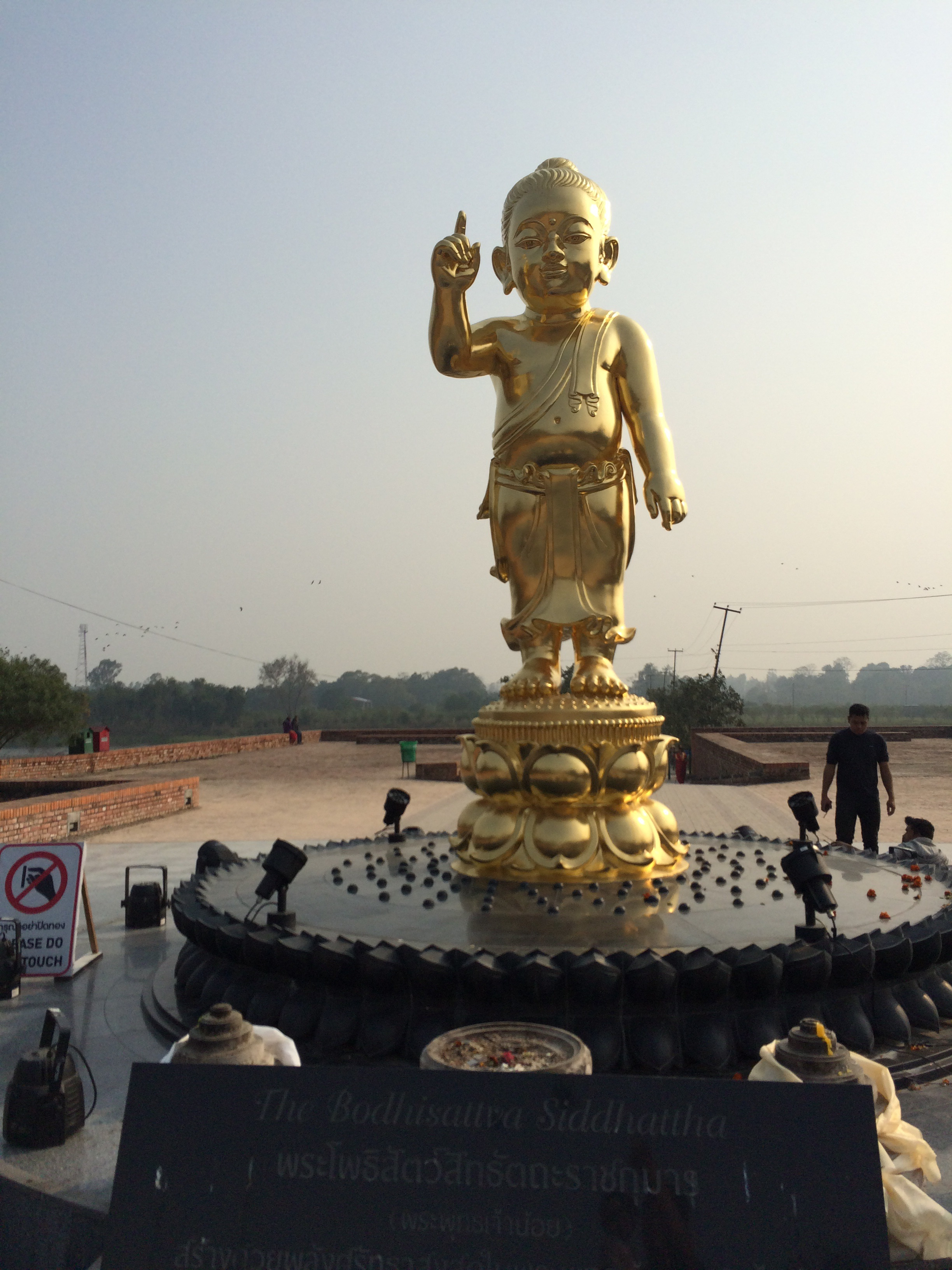
Statue Buddhas als Kind
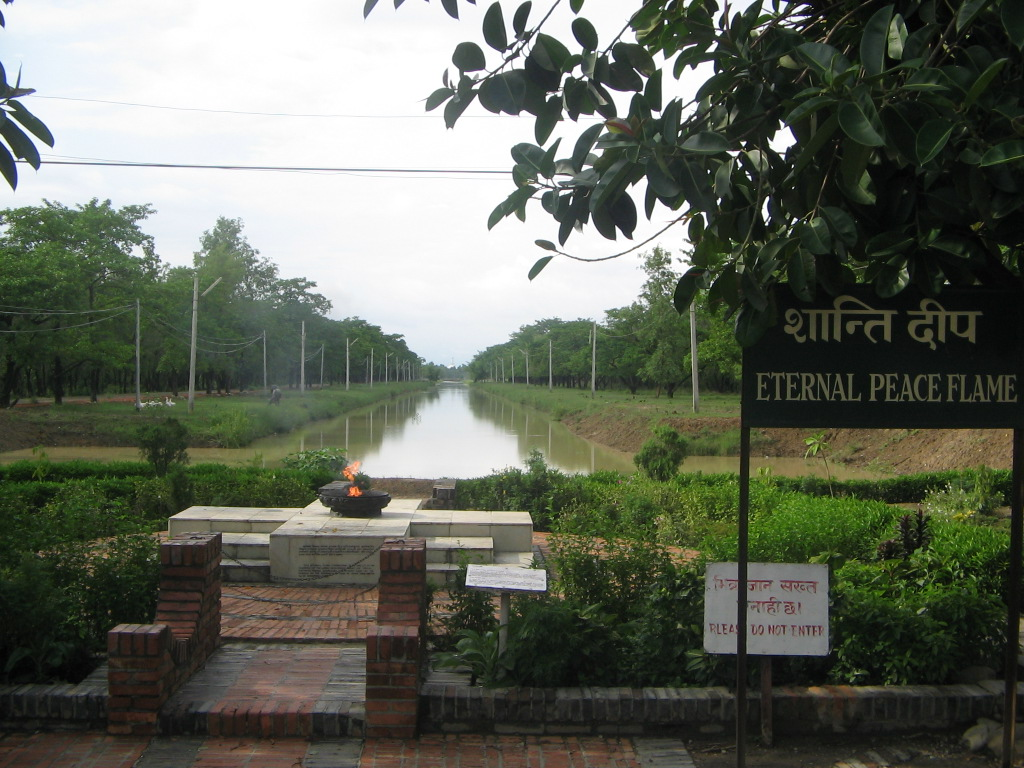
Flamme des ewigen Friedens
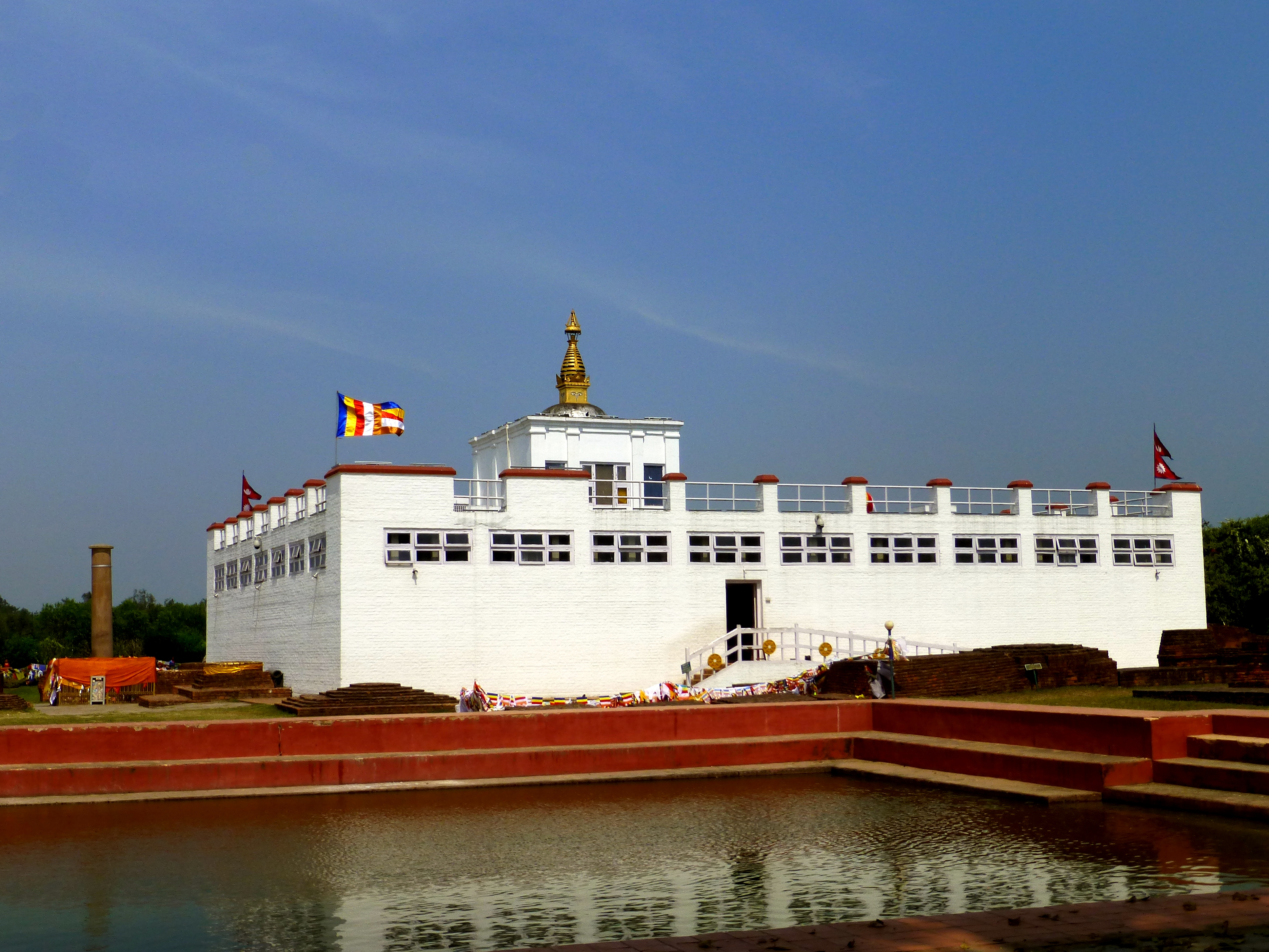
Mayadevi-Tempel und Ashoka-Säule
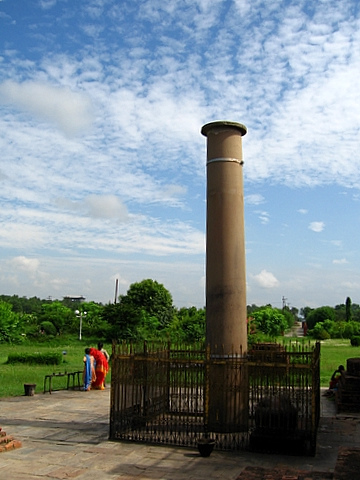
Säule des Ashoka

## Sehenswürdigkeiten
Auf dem Gelände des Friedensparks von Lumbini stehen zahlreiche Pagoden und Tempel verschiedener buddhistischer Länder Asiens.

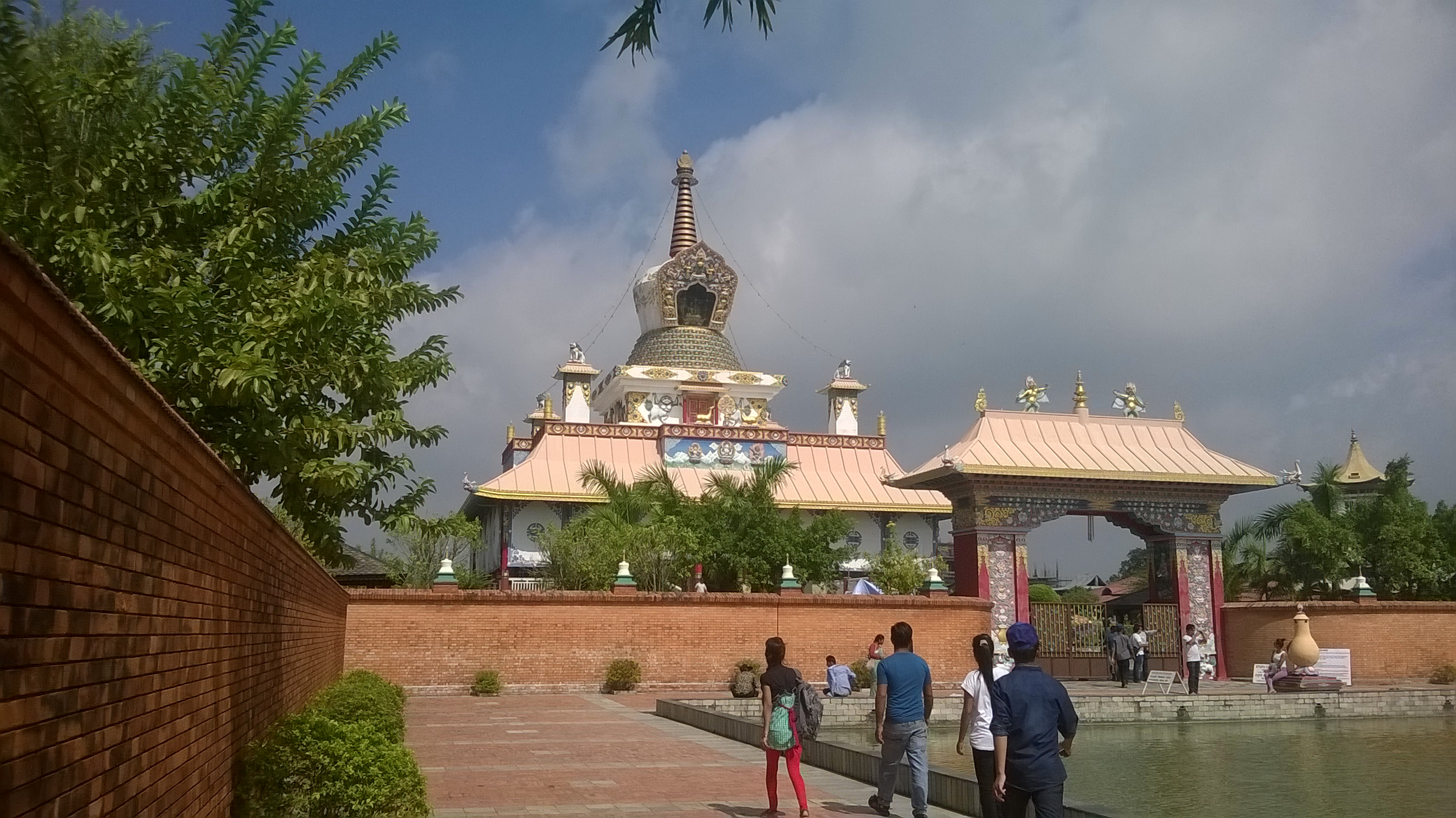
Drigung Kagyud Lotus Stupa
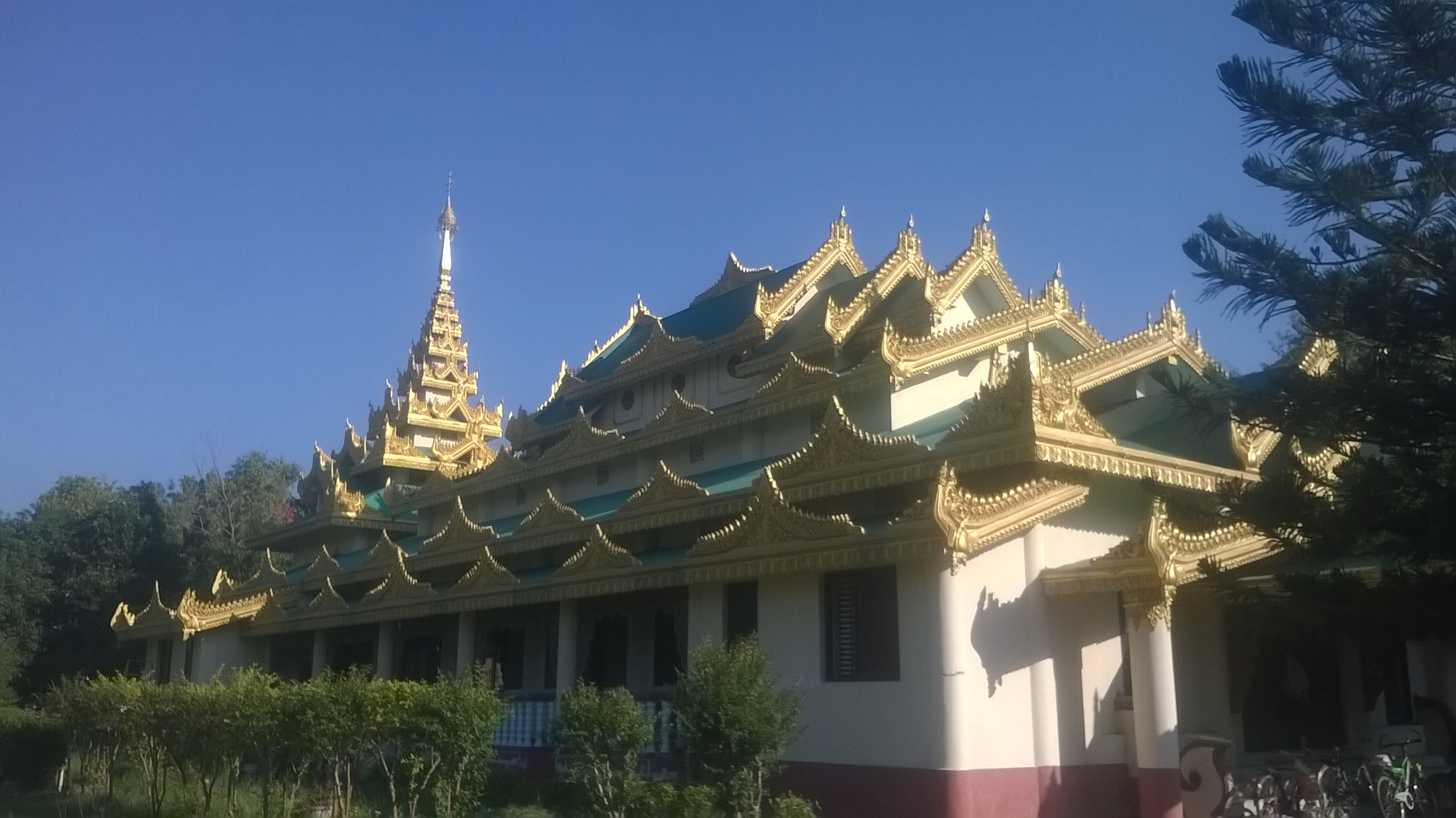
dto.
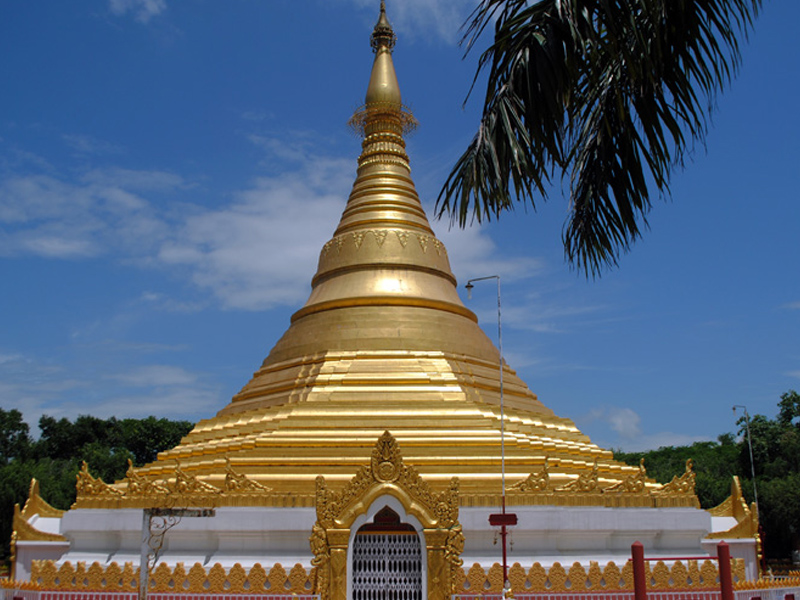
Lokamani Cula Pagode
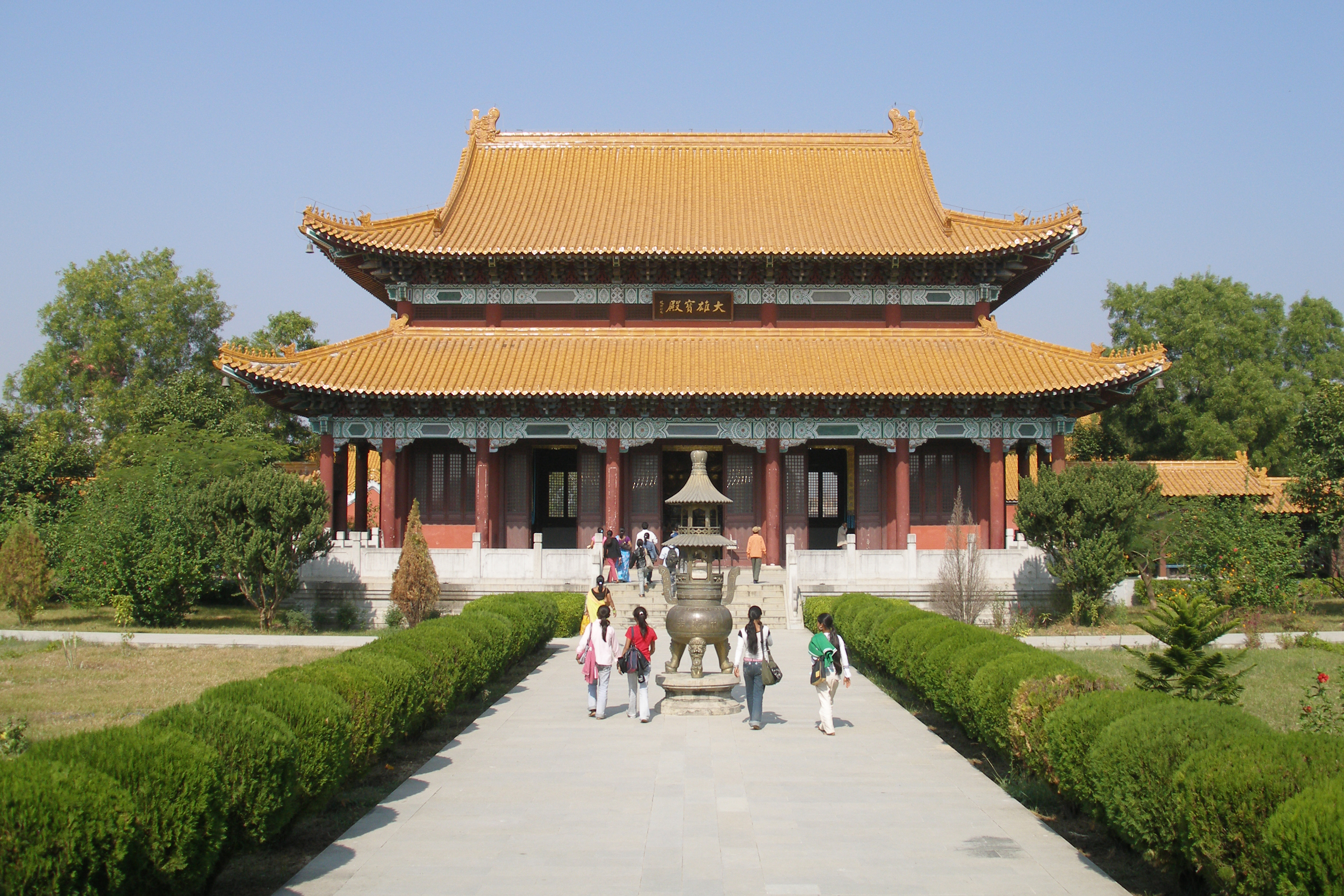
Maitreya-Tempel
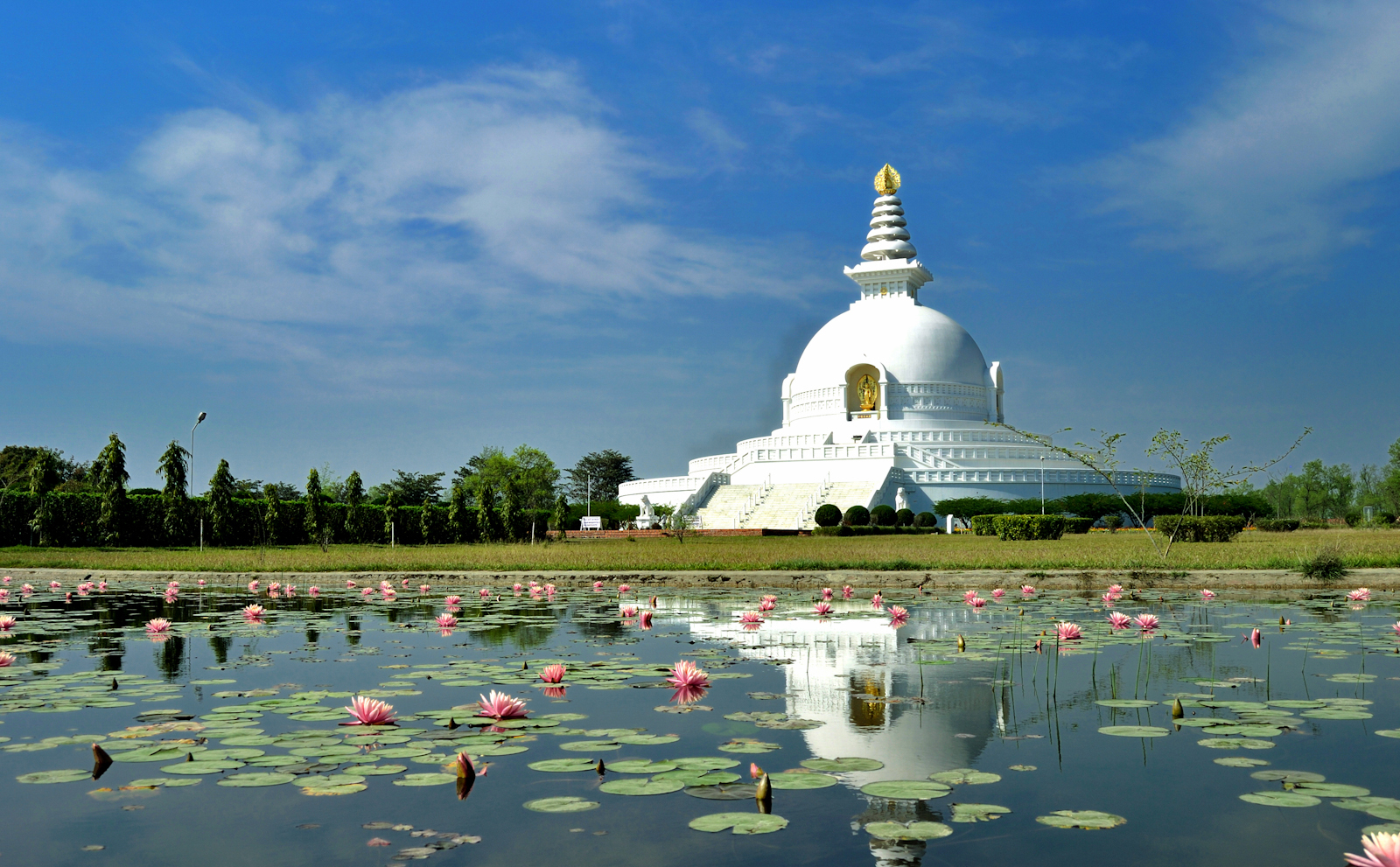
Shanti-Stupa
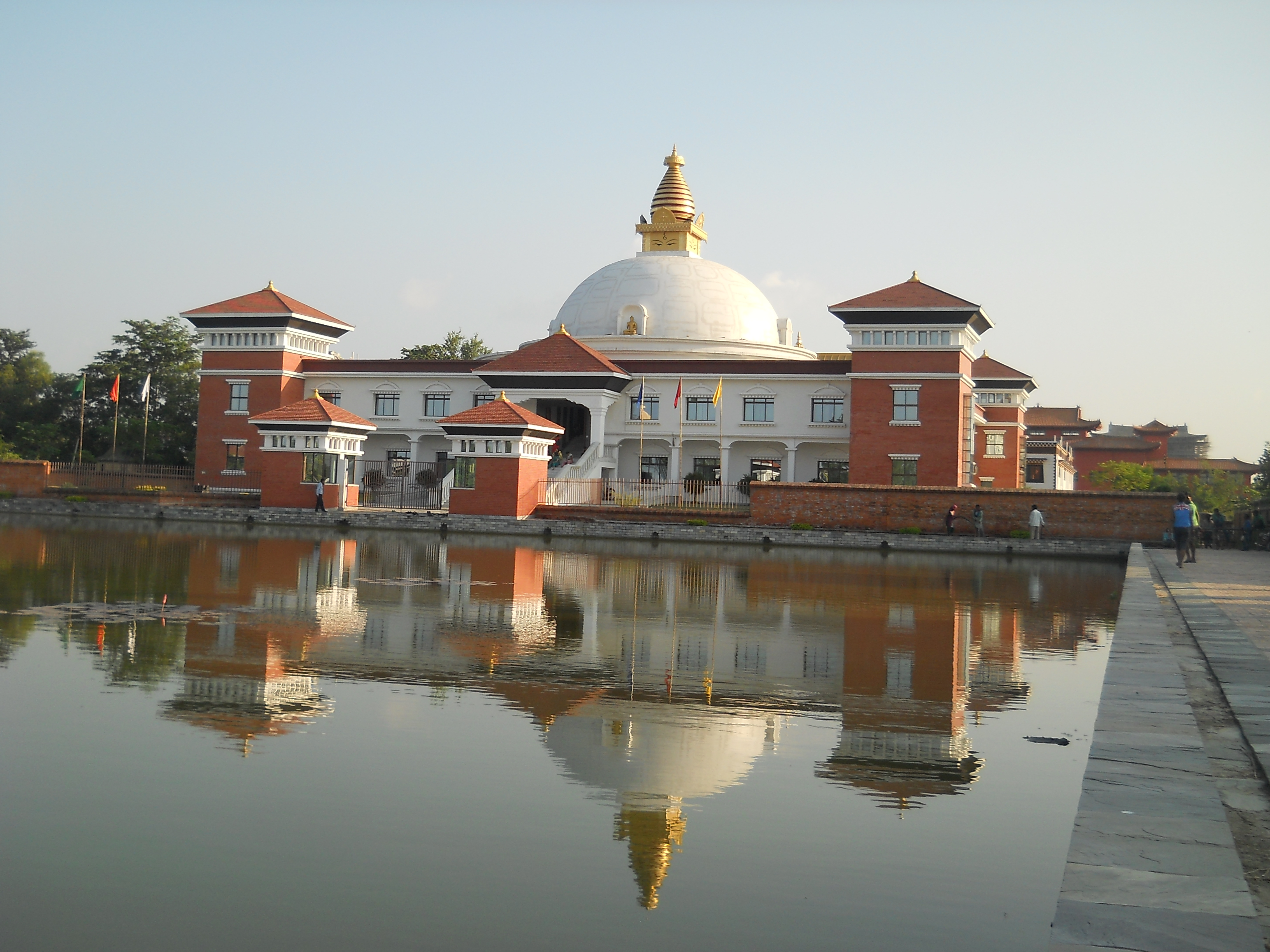
Nepal-Tempel